# Dženson Baton
Dženson Baton (engl. Jenson Button) rođen je 19. januara 1980. u Frumu. Karijera vozača F1 počela je 2000. godine u BMW Williams-u i tu sezonu završio je na osmom mestu. 2001. nije bila njegova godina jer je osvojio samo dva boda vozeći za Benetton Renault i završio je sezonu na 17. mestu. Međutim 2002. godine takođe za Reno završava sezonu na sedmom mestu. 2003. godine prelazi u BAR Hondu i sezonu završava na devetom mestu. Njegova najbolja sezona bila je 2004. godine kad završava na trećem mestu, a te sezone ispred njega bila su samo dva Ferarija. Sezonu 2005. završava na devetom mestu. 2006. i 2007. godine ponovo vozi za Hondu. 2009, kao vozač 
Bron GP-a postaje svetski šampion. Završio je karijeru 2016. kao vozač Maklarena. U 2017. je nastupio kao zamena na VN Monaka, pošto je Fernando Alonso vozio 500 milja Indijanapolisa.